# Louise Currie
Louise Currie (Oklahoma City, 7 de abril de 1913 — Santa Mônica, 8 de setembro de 2013) foi uma atriz estadunidense.
Seu primeiro filme foi em 1940, quando ela estrelou em Billy the Kid Proscritos. Em 1941 ela estrelou em As Aventuras do Capitão Marvel ao lado de Tom Tyler, e nesse mesmo ano ela teve um papel sem créditos no clássico filme Cidadão Kane. De 1940 a 1949, ela tinha papéis, muitos dos quais estrelado, em trinta e nove filmes. Ela fez diversas aparições na televisão, principalmente entre em 1950 e 1951.
Apesar de estar aposentada das atividades artísticas, em 2006, no dia 17 de maio de 2010, ela fez uma aparição na Academy of Motion Picture Arts and Sciences, em Beverly Hills para apresentar uma seleção de uma cópia restaurada do primeiro capítulo da série Capitão Marvel.

## Filmografia
| Ano  | Título                          | Personagem                       | Notas         |
| ---- | ------------------------------- | -------------------------------- | ------------- |
| 1940 | Billy the Kid Outlawed          | Molly Fitzgerald                 |               |
| 1940 | You'll Find Out                 | Marion                           | Não creditada |
| 1940 | The Green Hornet Strikes Again! | Namorada de Bordine              | Não creditada |
| 1940 | Billy the Kid Outlawed          | Molly Fitzgerald                 |               |
| 1940 | Billy the Kid's Gun Justice     | Ann Roberts                      |               |
| 1941 | The Reluctant Dragon            | Papel menor                      | Não creditada |
| 1941 | The Pinto Kid                   | Betty Ainsley                    |               |
| 1941 | Adventures of Captain Marvel    | Betty Wallace                    |               |
| 1941 | Citizen Kane                    | Reporter em Xanadu               | Não creditada |
| 1941 | Hello, Sucker                   | Modelo                           | Não creditada |
| 1941 | Tillie the Toiler               | Garota do escritório             | Não creditada |
| 1941 | Double Trouble                  | Miss Mink                        |               |
| 1941 | Look Who's Laughing             | Jane, Marge's Friend             | Não creditada |
| 1941 | Dude Cowboy                     | Gail Sargent                     |               |
| 1941 | Bedtime Story                   | Operadora de telefone de hotel   | Não creditada |
| 1942 | Call Out the Marines            | Garota muito cansada para dançar | Não creditada |
| 1942 | The Bashful Bachelor            | Marjorie                         |               |
| 1942 | Stardust on the Sage            | Nancy Drew                       |               |
| 1943 | The Ape Man                     | Billie Mason                     |               |
| 1943 | The Masked Marvel               | Alice Hamilton                   |               |
| 1943 | Around the World                | WAAC                             | Não creditada |
| 1944 | Million Dollar Kid              | Louise Cortland                  |               |
| 1944 | Voodoo Man                      | Sally                            |               |
| 1944 | Ali Baba and the Forty Thieves  | Katherine Reynolds               |               |
| 1944 | Christmas Holiday               | Stewardess                       | Não creditada |
| 1944 | Sensations of 1945              | Garota Inglesa                   | Não creditada |
| 1944 | Practically Yours               |                                  | Não creditada |
| 1945 | Love Letters                    | Clara Foley                      | Não creditada |
| 1946 | Gun Town                        | Buckskin Jane Sawyer             |               |
| 1946 | The Bachelor's Daughters        | Vendedora                        | Não creditada |
| 1946 | Her Sister's Secret             | Dick's Blonde Girlfriend         | Não creditada |
| 1946 | Wild West                       | Florabelle Bannister             |               |
| 1947 | Backlash                        | Marian Gordon                    |               |
| 1947 | Three on a Ticket               | Helen Brimstead                  |               |
| 1947 | The Crimson Key                 | Heidi                            |               |
| 1947 | Second Chance                   | Joan Summers                     |               |
| 1947 | The Chinese Ring                | Peggy Cartwright                 |               |
| 1949 | And Baby Makes Three            | Miss Quigley - Secretary         | Não creditada |
| 1951 | Queen for a Day                 | Secretária                       |               |